# Deroceras praecox
Deroceras praecox is een slakkensoort uit de familie van de Agriolimacidae. De wetenschappelijke naam van de soort werd voor het eerst geldig gepubliceerd in 1966 door Wiktor.

## Kenmerken
De dieren zijn middelgroot, ongeveer 3,5 tot 4 cm lang als ze uitgerekt zijn. De mantel bedekt ongeveer de voorste helft van het lichaam. Een vage kiel wordt gevormd op de rug achter de mantel, die prominenter wordt naar het einde van de staart. De kleur is meestal wit en zonder aftekeningen of met enkele grote, donkerrode vlekken die vaak voorkomen op de rug en vacht. De kop en antennes zijn vaak bruin of licht gevlekt. De zool is lichtbruin. Deroceras praecox onderscheidt zich van andere soorten door een spiraalvormig zakje aan het einde van zijn penis.

## Verspreiding en leefgebied
Deze slakkensoort leeft in vochtige loofbossen, bij voorkeur beukenbossen, op planten of op mos. Het is zeldzaam en verspreidingsgebieden zijn zeer beperkt. Het verspreidingsgebied is beperkt tot Zuid-Polen en Tsjechië. De verspreiding is echter tot nu toe alleen onvoldoende onderzocht, omdat de soort niet eerder werd onderscheiden van de gevlekte akkerslak (D. reticulatum), zodat deze soort mogelijk nog onder enkele exemplaren van D. reticulatum zou kunnen schuilgaan.